# Józef Pełko
Józef Pełko (ur. 1 marca 1892 w Ołudzy, zm. 15 listopada 1985 w Warszawie) – starszy sierżant Wojska Polskiego i Polskich Sił Zbrojnych, uczestnik I wojny światowej, wojny polsko-bolszewickiej i II wojny światowej, kawaler Orderu Virtuti Militari.

## Życiorys
Urodził się 1 marca 1892 w Ołudzy w rodzinie Franciszka i Anastazji Smoczyńskiej. Absolwent szkoły powszechnej, pracownik huty w Zawierciu. Zmobilizowany w 1913 do armii rosyjskiej. Od 26 października 1917 jako żołnierz 2 kompanii saperów 1 pułku inżynierskiego w I Korpusie Polskim w Rosji gen. Józefa Dowbor-Muśnickiego. Od 5 listopada 1918 w odrodzonym Wojsku Polskim stacjonującym w Kielcach. Służył w 1 batalionie saperów. Od 9 stycznia 1919 walczył na froncie polsko-bolszewickim. Za wysadzenie mostu na Prypeći w dniu 14 maja 1919 odznaczony Orderem Virtuti Militari.
Po zakończeniu wojny żołnierz zawodowy. Służył m.in. w 3 pułku saperów wileńskich. W czasie kampanii wrześniowej 20 września 1939 przekroczył granice węgierską. Następnie przedostał się przez Francję do Anglii, gdzie służył w 2 kompanii saperów.
Od 1943 był w członkiem Kapituły Orderu VM.
Zwolniony z wojska w 1948. Do Polski wrócił w 1962 i zamieszkał we Włochach.
Zmarł 15 listopada 1985 w Warszawie. Pochowany na cmentarzu we Włochach.

## Życie prywatne
Żonaty z Marianną Trzaskoma. Dwie córki.

## Ordery i odznaczenia
- Krzyż Srebrny Orderu Wojskowego Virtuti Militari nr 448 – 19 września 1922[3][1][4]
- Krzyż Walecznych[1]
- Srebrny Krzyż Zasługi[1]
- Krzyż Niepodległości[1]